# Zotes del Páramo
Zotes del Páramo est une commune d'Espagne dans la province de León, communauté autonome de Castille-et-León. Elle s'étend sur 53,94 km2 et comptait environ 402 habitants en 2024. Outre la ville principale qui donne son nom à la municipalité, elle se compose également des villages de Villaestrigo del Páramo et Zambroncinos del Páramo .

## Géographie
Zotes del Páramo est situé à environ 40 km au sud-sud-ouest de León à une altitude d'environ 770 m .

## Évolution démographique
| Année         | 1900 | 1950 | 1970 | 1981 | 1991 | 2001 | 2011 | 2021 | 2024 |
| ------------- | ---- | ---- | ---- | ---- | ---- | ---- | ---- | ---- | ---- |
| Population    | 1088 | 1399 | 1214 | 1130 | 858  | 626  | 487  | 418  | 402  |
| Source : INE. |      |      |      |      |      |      |      |      |      |

Le déclin démographique important observé depuis les années 1950 est principalement dû à la mécanisation de l’agriculture ainsi qu’à l’abandon des petites exploitations et à la perte d’emplois qui en découle (exode rural).